# Goldach (Lago di Costanza)
La Goldach è un affluente del Lago di Costanza, lungo 18,5 chilometri, nei cantoni di Appenzello Esterno, St. Gallo e Turgovia.

## Geografia

### Corso
Nel suo corso superiore, la Goldach è nascosta in molti punti da profonde gravine e foreste, che la rendono difficile da esplorare. Solo nel suo corso inferiore, dopo il Martinstobel, il fiume risulta più visibile.
Il fiume nasce nella zona di confine tra il comune di Trogen e il distretto di Oberegg, a circa 1 060 m s.l.m. nei pressi del Ruppenpass. Poi, alimentato da numerosi torrenti, scorre in direzione nord-ovest fino all'ex Bädli Trogen. Da lì in poi, il fiume scorre in una profonda gravina. Alla confluenza con il Säglibach nel Chastenloch, forma il confine tra i comuni di Speicher e Rehetobel. Da questo momento in poi, il corso del fiume volge in direzione nord, passando per Zweibrücken, nel comune di Rehetobel, nel punto in cui la strada cantonale Rehetobel-Speicherschwendi attraversa il fiume, fino ad Achmüli, a 619 m s.l.m. Da qui in poi la Goldach segna il confine cantonale tra San Gallo e Appenzello Esterno.
Da qui in poi il fiume scorre per circa due km in direzione ovest in una profonda gola fino alla confluenza con il Bernhardsbach, dove la Goldach lascia definitivamente l'Appenzello e costituisce il confine tra la città di San Gallo e il comune di Eggersriet. Di fronte al Martinstobel, le rovine del Rappenstein svettano sul lato occidentale del fiume. Prima e dopo il ponte Martinsbrücke, la gola è di nuovo così profonda che la Goldach è difficilmente accessibile. Dopo il ponte Martinsbrücke il fiume continua a scorrere verso nord.
Alla confluenza con il Bergbach, la gravina si allarga nel cosiddetto Goldachtobel, più ampio e attraverso il quale passa anche un sentiero escursionistico. Tuttavia, l'intera gola è ancora ricca di foreste. In questa sezione, il Goldach forma il confine comunale tra Untereggen e Mörschwil e successivamente tra Goldach e Mörschwil. Dopo Bluemenegg, il fiume viene attraversato dall'autostrada A1 e poi dalla linea ferroviaria Rorschach–St. Gallo.
Successivamente la gola si apre e la Goldach scorre oltre il Bruggmühle in direzione nord-est fino al Lago di Costanza. Poco prima della foce, forma il confine con il comune di Horn e poi con il Canton Turgovia.

### Bacino idrografico
Il bacino idrografico della Goldach è di 50,44 km², ed è composto al 34,1% da superfici boscate, al 50,6% da terreni agricoli, al 14,2% da aree di insediamento e al 1,1% da aree improduttive.
L'altezza media del bacino idrografico è di 832,1 m s.l.m., l'altezza minima è di 393 m s.l.m. e l'altezza massima è di 1 238 m s.l.m.

## Idrologia
Presso la stazione di rilevamento di Goldach-Bleiche, nel 2022 la portata media della Goldach era di 0,90 m³/s, mentre nel 2021 la temperatura media era di 9,0 °C.